# Reiner Wimmer
Reiner Wimmer (* 24. Dezember 1939 in Korschenbroich) ist ein deutscher Philosoph und ehemaliger Hochschullehrer.

## Leben und Wirken
Reiner Wimmer studierte Philosophie und Theologie an der Hochschule für Philosophie München und erwarb dort 1964 das Lizenziat für Philosophie. Anschließend wechselte er an die Philosophisch-theologische Hochschule St. Georgen in Frankfurt/M. und legte dort 1970 die Lizenziatsprüfung für Theologie ab. An der Universität Konstanz promovierte er 1979 mit einer Arbeit aus dem Bereich der philosophischen Ethik. Dort war er bis 1988 als wissenschaftlicher Angestellter im Fachbereich Philosophie tätig, 1981 legte er in Konstanz außerdem die Prüfung zum Diplom-Psychologen ab. Nach erfolgter Habilitation 1988 an der Universität Konstanz wurde Wimmer im gleichen Jahr auf eine Professor für Philosophie mit dem Schwerpunkt Praktische Philosophie an der Eberhard Karls Universität Tübingen berufen.
Wimmer gehörte zu den Gründungsmitgliedern des Internationalen Zentrums für Ethik in den Wissenschaften an der Universität Tübingen. Zu seinen Forschungsschwerpunkten gehört vor allem die Moralphilosophie (Ethik) und die Religionsphilosophie. Außerdem beschäftigt er sich mit der französischen Philosophin Simone Weil.

## Veröffentlichungen (Auswahl)

### Monographien
- Universalisierung in der Ethik. Analyse, Kritik und Rekonstruktion ethischer Rationalitätsansprüche. Suhrkamp, Frankfurt/M. 1980, ISBN 3-518-07548-9 (Dissertation Universität Konstanz).
- Vier jüdische Philosophinnen. Rosa Luxemburg, Simone Weil, Edith Stein, Hannah Arendt. Attempto-Verlag, Tübingen 1990, ISBN 3-89308-105-4 (3. Aufl. 1995).
- Kants kritische Religionsphilosophie (= Kant-Studien, Ergänzungshefte, Bd. 124). De Gruyter, Berlin 1990, ISBN 3-11-011681-2 (Habilitationsschrift Universität Konstanz).
- (mit Henriette Herwig u. Jean-Pierre Wils): Ankündigung der Sterblichkeit. Wandlungen der Religion, Gestaltungen des Heiligen. Attempto-Verlag, Tübingen 1992, ISBN 3-89308-148-8.
- Søren Kierkegaard: Werke der Liebe. Auswahlübersetzung mit Einleitung und Kommentar von Reiner Wimmer. Kohlhammer, Stuttgart 2004, ISBN 3-17-018104-1.
- Religionsphilosophische Studien in lebenspraktischer Absicht (= Studien zur theologischen Ethik, Bd. 111). Herder, Freiburg/Br. 2005, ISBN 3-451-28952-0.
- Simone Weil interkulturell gelesen / IKB Band 69. Verlag Traugott Bautz, Nordhausen 2007, ISBN 978-3-88309-243-0.
- Simone Weil. Person und Werk. Herder, Freiburg/Br. 2009, ISBN 978-3-451-30144-5.

### Aufsätze
- (mit Henry Gerlach): Bedarf die Moral der Religion? Überlegungen zu Carl Friedrich von Weizsäckers Moral- und Religionsverständnis. In: Neue Zeitschrift für systematische Theologie und Religionsphilosophie, Bd. 32 (1990), S. 75–84.
- Anselms "Proslogion" als performativ-illokutionärer und als kognitiv-propositionaler Text und die zweifache Aufgabe der Theologie. In: Friedo Ricken (Hrsg.) Klassische Gottesbeweisein der Sicht der gegenwärtigen Logik und Wissenschaftstheorie (= Münchener philosophische Studien, N.F., Bd. 4). Kohlhammer, Stuttgart 1991, S. 174–201, ISBN 3-17-010573-6.
- "Kategorische Argumente" gegen die Keimbahn-Gentherapie? Eine Prüfung der Stellungnahme der Enquete-Kommission des Deutschen Bundestages. In: Jean-Pierre Wils/Dietmar Mieth (Hrsg.): Ethik ohne Chance? Erkundungen im technologischen Zeitalter. 2. Aufl. (= Ethik in den Wissenschaften, Bd. 2). Attempto, Tübingen 1991, S. 182–209, ISBN 3-89308-136-4.
- Schweitzers Deutung der Religionsphilosophie Kants. Zugleich ein Beitrag zu Schweitzers eigenem Religionsverständnis. In: Wolfgang Erich Müller (Hrsg.): Religion und Verstehen. Albert Schweitzers Religionsverständnis und der interreligiöse Dialog (= Beiträge zur Albert-Schweitzer-Forschung, Bd. 8). Lang, Frankfurt/M. 2001, S. 15–37, ISBN 3-631-37383-X.
- Zum Verhältnis von Anthropologie und Ethik. In: Adrian Holderegger (Hrsg.): Interdisziplinäre Ethik. Grundlagen, Methoden, Bereiche. Festgabe für Dietmar Mieth zum sechzigsten Geburtstag (= Studien zur theologischen Ethik, Bd. 89). Herder,  Freiburg/Br. 2001, S. 32–52, ISBN 3-451-27605-4.
- Gott, Glaube, Liebe. Philosophische Erwägungen zu monotheistischer Religiosität. In: Rainer Berndt (Hrsg.): Vernünftig (= Religion in der Moderne, Bd. 12). Echter, Würzburg 2003, S. 347–369, ISBN 3-429-02562-1.
- Bioethic aspects of a freedom-based conception of manhood. In: Jahrbuch für Wissenschaft und Ethik, Bd. 8 (2003), S. 117–126.
- Kann Religion vernünftig sein? Zur Metakritik an Kants kritischer Religionsphilosophie. In: Herta Nagl-Docekal/Rudolf Langthaler (Hrsg.): Recht – Geschichte – Religion. Die Bedeutung Kants für die Gegenwart (= Deutsche Zeitschrift für Philosophie, Sonderband 9). Akademie-Verlag, Berlin 2004, S. 173–194, ISBN 3-05-004087-4.
- Gott – Schöpfung des Menschen? Kant und Feuerbach im Vergleich. In: Jahrbuch für Religionsphilosophie, Bd. 3 (2004), S. 173–194.
- Simone Weil, Feuergeist. In: Markus Knapp (Hrsg.): Querdenker. Visionäre und Außenseiter in Philosophie und Theologie. Wissenschaftliche Buchgesellschaft, Darmstadt 2005, S. 278–287, ISBN 978-3-534-18385-2.
- (mit Walter Groß): "Du sollst nicht töten!" Alttestamentliche und philosophische Perspektiven. In: Julia Dietrich/Ute Müller-Koch (Hrsg.): Ethik und Ästhetik der Gewalt. Mentis-Verlag, Paderborn 2006, S. 139–153, ISBN 3-89785-449-X.
- Das Absolute im Diesseits. Zu den Bedingungen und Grenzen unseres religiösen Sprechens und Lebens. In: Ingo U. Dalferth (Hrsg.): Kritik der Religion. Zur Aktualität einer unerledigten philosophischen und theologischen Aufgabe (= Religion in philosophy and theology, Bd. 23). Mohr Siebeck, Tübingen 2006, S. 301–318, ISBN 978-3-16-149026-2.
- Göttliche Gegenwart. Versuch einer Kategorienlehre des Göttlichen. In: Herta Nagl-Docekal (Hrsg.): Jenseits der Säkularisierung. Religionsphilosophische Studien (= Schriften der Österreichischen Gesellschaft für Religionsphilosophie, Bd. 9). Parerga, Berlin 2008, S. 385–425, ISBN 978-3-937262-81-9.
- Zum Verhältnis von Religion und Moral bei Kant. In: Josef Schuster (Hrsg.): Zur Bedeutung der Philosophie für die theologische Ethik (= Studien zur theologischen Ethik, Bd. 128). Herder, Freiburg/Br. 2010, S. 111–128, ISBN 978-3-451-34033-8.
- Martin Luthers Religionsbegriff und das interreligiöse Gespräch. Ein Vorschlag. In: Werner Zager (Hrsg.): Martin Luther und die Freiheit. Wissenschaftliche Buchgesellschaft, Darmstadt 2012, S. 121–148, ISBN 978-3-534-25089-9.
- Kontingenz und Endlichkeit. Philosophische Haupt- und theologische Nebenbemerkungen. In: Gebhard Fürst (Hrsg.): Entgrenzung des Menschseins? Eine christliche Antwort auf die Perfektionierung des Menschen. Schöningh, Paderborn 2012, S. 115–130, ISBN 978-3-506-77325-8.
- Wozu Ethik heute? In: Regina Ammicht Quinn/Thomas Potthast (Hrsg.): Ethik in den Wissenschaften (= Materialien zur Ethik in den Wissenschaften, Bd. 10).  Internationales Zentrum für Ethik in den Wissenschaften, Tübingen 2015, S. 61–68, ISBN 978-3-935933-11-7.
- Die Dezentrierung des Subjekts. In: Jochen Sautermeister (Hrsg.): Moralpsychologie. Transdisziplinäre Perspektiven (= Ethik im Diskurs, Bd. 11). Kohlhammer, Stuttgart 2017, S. 347–364, ISBN 978-3-17-023684-4.